# Nanhyanga
Nanhyanga ist ein Verwaltungsbezirk (englisch Ward) des Distrikts Tandahimba in der tansanischen Region Mtwara.

## Geografie
Nanhyanga liegt im Südosten von Tansania etwa 15 Kilometer südwestlich der Distrikthauptstadt Tandahimba. Der Bezirk grenzt im Norden an Milingodi, im Osten an Malopokelo, im Südosten an Kwanyama, im Süden an Lukokoda und im Westen an Dinduma, Mdimbamnyoma und Mdumbwe. Bei der Volkszählung 2022 lebten 13.388 Menschen in 4208 Haushalten auf einer Fläche von 66 Quadratkilometern.

## Gliederung
Der Bezirk besteht aus sechs Gemeinden (Mtaa) mit 24 Orten (Kitongoji):
| Nahyanga A - Sokoni - Shuleni - Kiwanjani - Bandari - Miembeni - Mningamo | Nahyanga C - Kibaha - Dodoma - Pemba - Mlingano - Madina - Mpakani | Nanhyanga B - Majengo - Pemba - Namdohola | Miule - Sokoni - Minazini - Shuleni - Bima - Ilala | Mnaida - Sokoni - Bondeni | Mnauke - Tandika - Lusaka/Mipingo |

## Infrastruktur
- Bildung: Die Nanhyanga Secondary School ist eine staatliche weiterführende Schule, die Tagesschüler bis zur 4. Stufe ausbildet.[7]
- Gesundheit: In der Gemeinde Nanhyanga C liegt eine staatliche Apotheke.[8]